# Durban Street Circuit
Der Durban Street Circuit war eine temporäre Motorsport-Rennstrecke, die erstmals im Januar 2006 für die A1GP-Rennserie in der südafrikanischen Stadt Durban eingerichtet wurde.

## Streckenbeschreibung

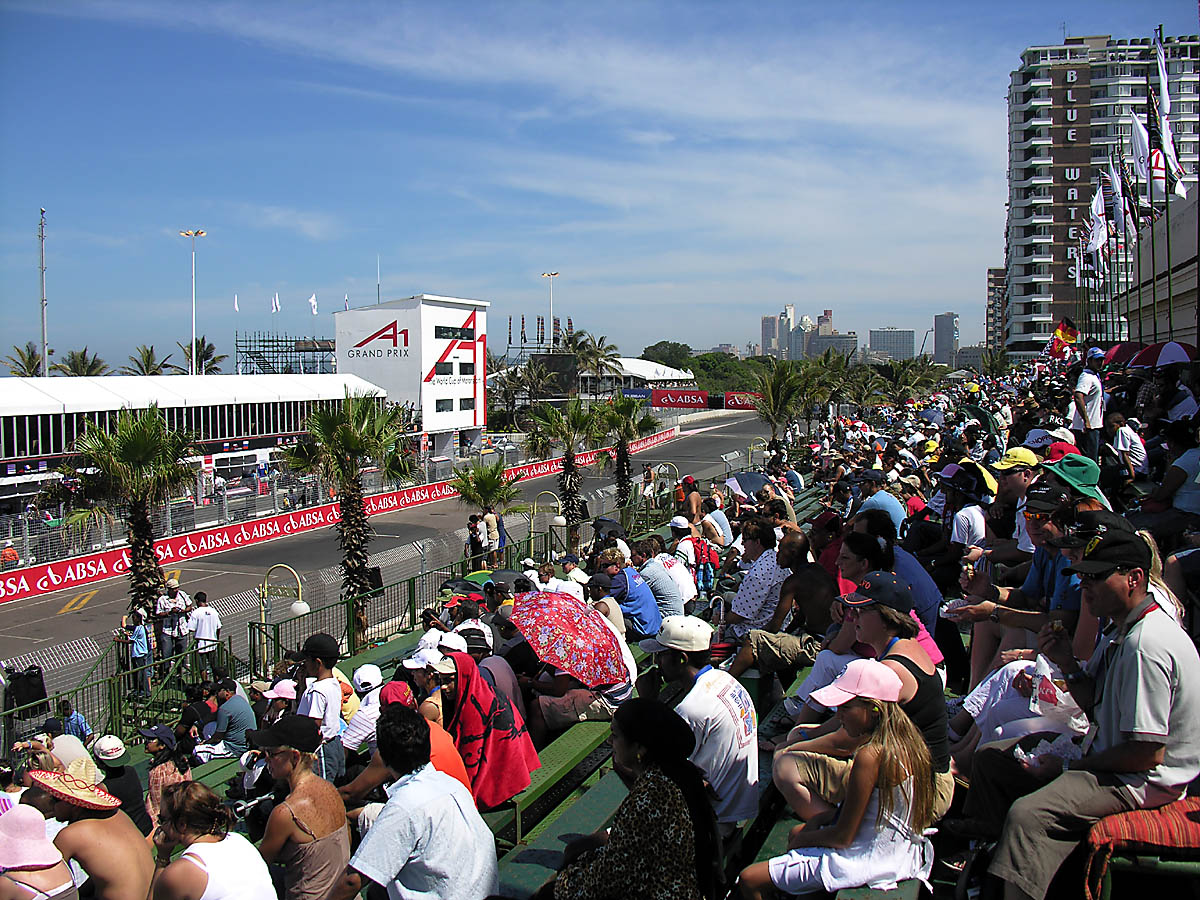
Start-Ziel-Gerade

Der Stadtkurs lag 800 Meter vom Stadtzentrum Durbans und 300 Meter von der Küste entfernt und nutzte unter anderem die Straßen Snell Parade, Argyle Road, Nmr Avenue und Suncoast Boulevard – die heutige Battery Beach Road. Die 3,28 km lange Strecke wurde im Uhrzeigersinn befahren und beinhaltete 14 Kurven. Die temporär installierten Tribünen boten Platz für 22.000 Zuschauer.

## Veranstaltungen
Das erste Rennwochenende der A1GP-Serie wurde von über 100.000 Zuschauern besucht. Im Februar 2007 und 2008 war die Nationenmeisterschaft erneut zu Gast, wobei eine minimal kürzere Version der Strecke genutzt wurde.
Nachdem die A1GP-Serie aufgrund des leistungsstärkeren neuen Autos nicht mehr in Durban antreten konnte, war für November 2010 ein Rennen der FIA-GT1-Weltmeisterschaft vorgesehen. Dieses konnte allerdings nicht durchgeführt werden, da aufgrund von Umbauten im Bereich der Strecke bezüglich des Moses-Mabhida-Stadions im Rahmen der Fußball-Weltmeisterschaft 2010 und wegen veränderter Anforderungen der FIA kurzfristig ein komplett neuer Streckenentwurf benötigt wurde.